# Nikolái Skomorojov
Nikolái Mijáilovich Skomorojov (en ruso: Николай Михайлович Скоморохов; 19 de mayo de 1922-14 de octubre de 1994) fue un as de la aviación en las Fuerzas Aéreas Soviéticas que anotó más de cuarenta derribos individuales de aviones enemigos durante la Segunda Guerra Mundial. Recibió dos veces el título de Héroe de la Unión Soviética y después de la guerra se convirtió en mariscal de Aviación.

## Biografía

### Infancia y juventud
Nikolái Skomorojov nació el 19 de mayo de 1922 en una familia de campesinos rusos en la pequeña localidad rural de Lapot en la gobernación de Sarátov, RSFS de Rusia (la Unión Soviética no se constituyó formalmente hasta finales de 1922). Vivió en la ciudad de Astracán desde 1931. Una vez que completó la escuela secundaria en 1935, ingresó a una escuela vocacional. Al ingresar a la escuela vocacional, escribió en los documentos de ingreso que era mayor de lo que realmente era, afirmando haber nacido en 1920. Después de completar su formación en la escuela vocacional, trabajó como mecánico y tornero en una fábrica antes de comenzar a estudiar en la Escuela Técnica de Astracán en 1939.
En 1940 completó sus estudios en la escuela técnica y se graduó en el club de vuelo de la asociación paramilitar OSOAVIAJIM (Unión de Sociedades de Asistencia para la Defensa, la Aviación y la Construcción Química de la URSS), después de lo cual ingresó a las fuerzas armadas en diciembre. En marzo de 1942 se graduó en la Escuela de Pilotos de Aviación Militar de Bataisk, que se había trasladado a Yevlakh debido a la invasión alemana de la Unión Soviética. De marzo a octubre de 1942 fue asignado al 25.º Regimiento de Aviación de Reserva, donde entrenó en un LaGG-3 en Hajiqabul (Azerbaiyán) hasta que su regimiento fue enviado al frente de guerra.

### Segunda Guerra Mundial

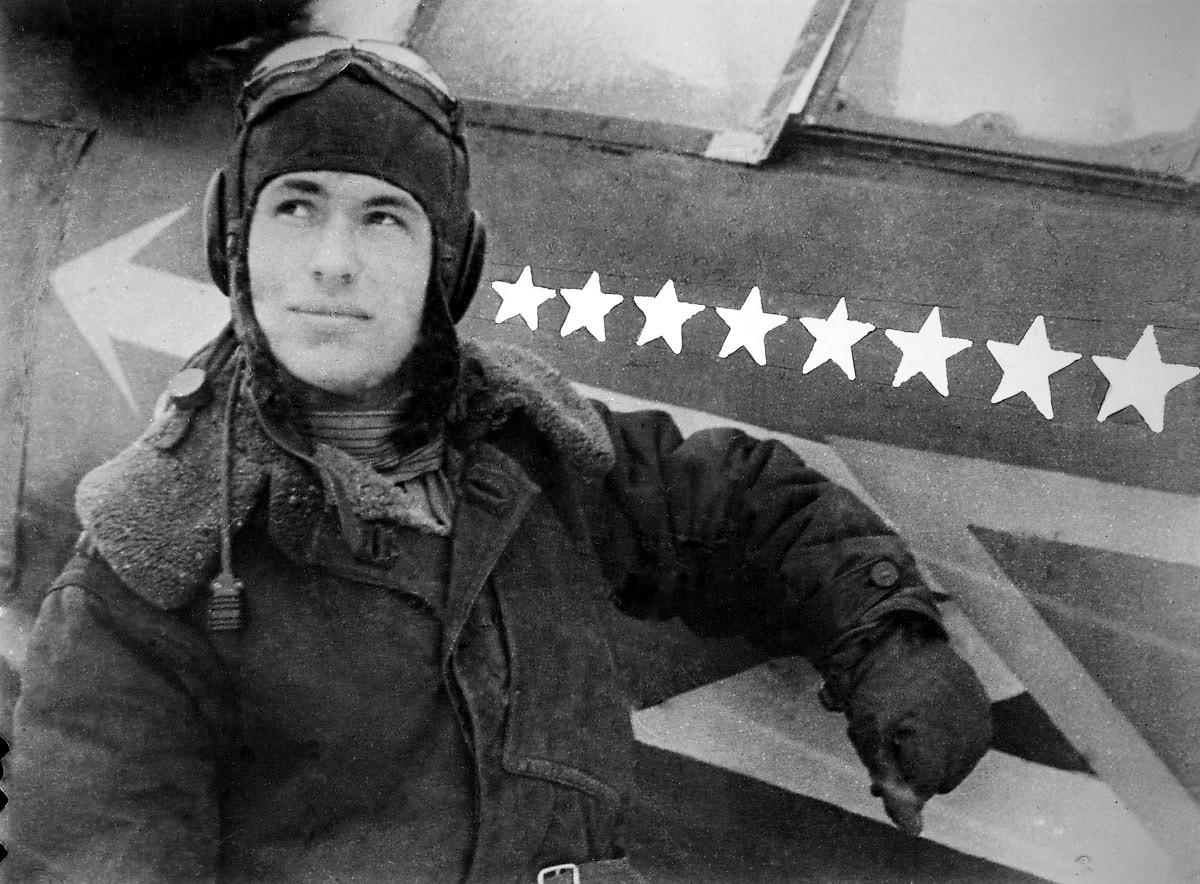
Nikolái Skomorojov en una foto promocional publicada en el periódico del 17.º Ejército del Aire N.º 62 del 12 de marzo de 1944

En noviembre de 1942, Skomorojov llegó al frente de guerra como piloto júnior en el 164.º Regimiento de Aviación de Cazas. Apenas sobrevivió a una de sus primeras salidas de combate después de que quedó aislado del resto de su escuadrón y fue perseguido por varios Messerschmitt; solo su hábil maniobra lo salvó a él y a su caza de la Luftwaffe. El 2 de enero de 1943 obtuvo su primera victoria aérea, un derribo compartido de un Fw-190. No fue hasta el 22 de febrero de 1943 cuando obtuvo su primera victoria en solitario cuando derribó un bombardero en picado Ju 87. Obtuvo otra victoria aérea más mientras volaba un LaGG-33 en marzo antes de cambiar a volar en un La-5. Su primera victoria en dicho avión fue en junio después de derribar un Me-109. Esa victoria fue recreada en una película de propaganda soviética, que lo mostraba despegando del aeródromo y derribando el avión enemigo justo después de una reunión sobre su solicitud para unirse al Partido Comunista. A lo largo del verano de 1943, aumentó rápidamente su cuenta de victorias y, al final del año, había logrado trece derribos en solitario de aviones enemigos. Cuando cambió a volar a la-5 en la primavera de 1945, logró obtener nueve victorias aéreas en el transcurso de un mes.

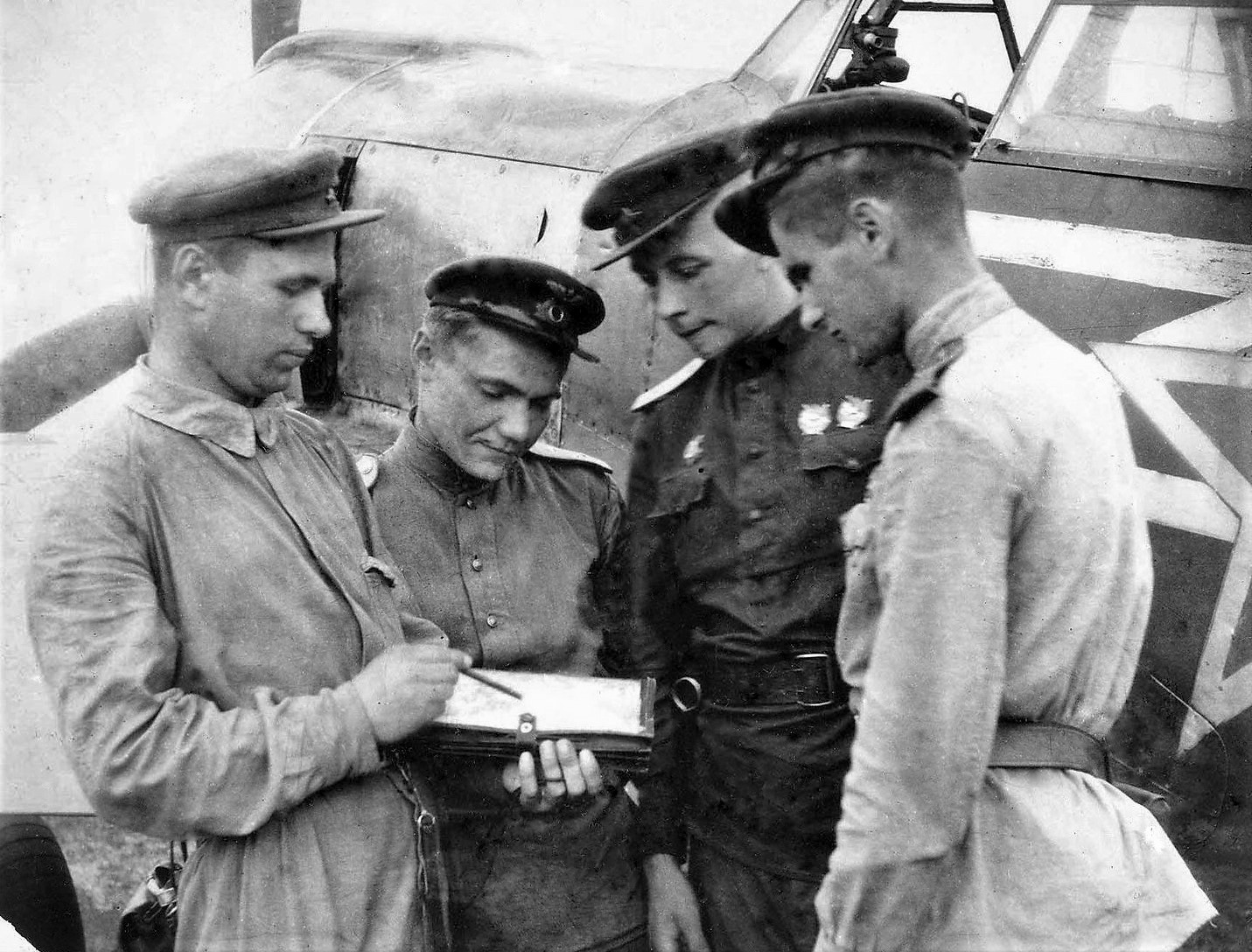
El teniente mayor Skomorojov (extremo izquierdo) comandante del Escuadrón del 31.º Regimiento de Aviación de Cazas establece una misión de combate para los pilotos de su escuadrón

En 1944, Skomorojov fue seleccionado como subcomandante de un «escuadrón de ases» de caza libre formado por los mejores pilotos de la 295.ª División de Aviación de Cazas. Sus colegas allí incluyeron a otros ases soviéticos como Oleg Smirnov y Anatoly Volodin, quienes también recibieron el título de Héroe de la Unión Soviética. Si bien el escuadrón derribó docenas de aviones enemigos, se disolvió después de tres meses de existencia ya que los comandantes de regimiento en la 295.ª División de Aviación de Cazas querían recuperar a sus pilotos y los regimientos que dejaron sufrieron tasas de bajas más altas en su ausencia. Después de que se disolvió el escuadrón, fue asignado en abril como subcomandante de escuadrón del 1.er escuadrón del 31.er Regimiento de Aviación de Cazas, que había trabajado en estrecha colaboración con el «escuadrón de ases» cuando existía y compartía una base aérea con ellos; finalmente fue ascendido al puesto de comandante de escuadrón.
en diciembre de 1944, sobre Checoslovaquia cerca de Székesfehérvár, derribó cuatro aviones enemigos en un día después de que dirigió un ataque contra un grupo de ocho Fw-190 y dos Me-109 en una misión y luego atacó a otro grupo de ocho Fw-190 en otra misión. Durante el primer enfrentamiento, su compañero de ala fue derribado por un Me-109, pero en la segunda misión, su compañero de ala derribó un Fw-190. El 28 de diciembre fue nominado para el título de Héroe de la Unión Soviética, que recibió el 23 de febrero de 1945. Después de obtener más victorias aéreas, fue nominado para una segunda estrella de oro el 27 de febrero de 1945, que le fue otorgada después de la guerra el 18 de agosto de 1945.
A lo largo de la guerra, luchó en los ejércitos aéreos 5.º y 17.º en los frentes de Transcaucasia, del Cáucaso Norte, del Sudoeste y del Tercer Frente Ucraniano, y participó en operaciones militares en el Cáucaso, Ucrania, Moldavia, Rumanía, Bulgaria, Yugoslavia, Hungría, Checoslovaquia, y Austria. En total, obtuvo 44 victorias aéreas confirmadas en solitario y tres compartidas, realizó 605 salidas y participó en 143 combates aéreos. A pesar de que las probabilidades estaban en su contra, nunca fue derribado ni herido.

### Posguerra

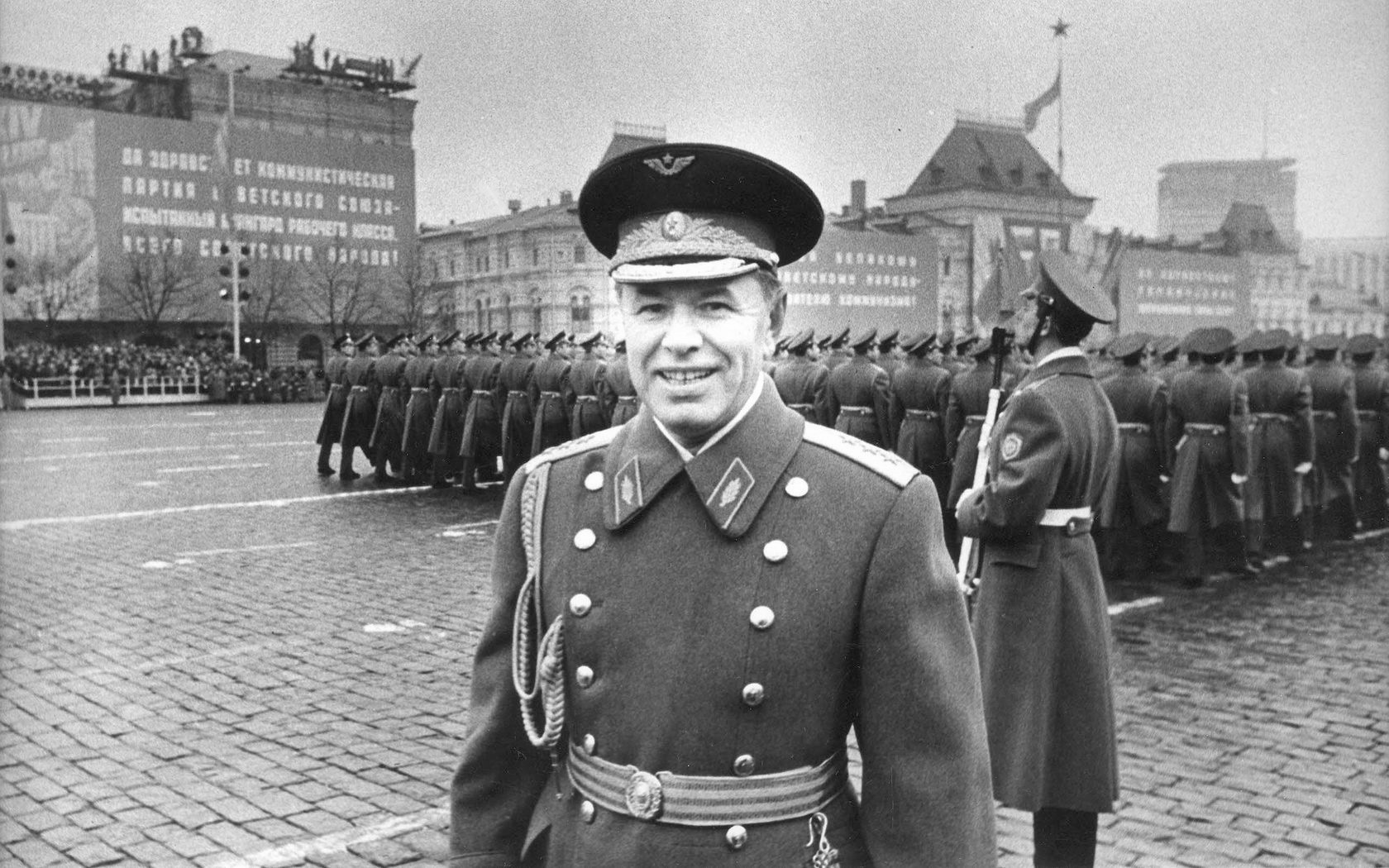
El general Nikolái Skomorojov en el desfile en conmemoración de la Revolución de Octubre en 1974

Inicialmente permaneció en su puesto como comandante de escuadrón en el 31.er Regimiento de Aviación de Cazas con sede en Bulgaria, pero luego dejó el puesto para asistir a la Academia Militar Frunze, en la que se graduó en noviembre de 1949. Desde enero de 1950 hasta mayo de 1952 sirvió como comandante del 111.er Regimiento de Aviación de Cazas de la Guardia, con base en Ucrania; luego se convirtió en el subcomandante de la 279.ª División de Aviación de Combate antes de ser nombrado comandante de la 246.ª División de Aviación de Combate en enero de 1954.
En 1958 se graduó de la Academia Militar de Estado Mayor de las Fuerzas Armadas de la URSS, después de lo cual fue asignado al puesto de primer subcomandante del 71.º Cuerpo de Aviación de Cazas, que formaba parte del Grupo de Fuerzas Soviética en Alemania (estacionadas en Alemania Oriental). En febrero de 1961 se convirtió en comandante de la unidad, y en abril de 1968 fue ascendido a comandante del 69.º Ejército Aéreo, que pasó a llamarse 17.º Ejército Aéreo en abril de 1972. Hasta este año ya había acumulado 3500 horas de vuelo. Se desempeñó como jefe de la Academia de la Fuerza Aérea Gagarin desde agosto de 1973 hasta octubre de 1988, durante el cual fue ascendido al rango de Mariscal de Aviación en 1981.
Desde 1988 hasta su retiro en 1992 se desempeñó como asesor del Ministerio de Defensa de la URSS. Además de su papel en el ejército, fue diputado del Sóviet Supremo de la Unión Soviética de 1963 a 1974. Murió en un accidente automovilístico en Mónino el 14 de octubre de 1994 y fue enterrado en el Cementerio Novodévichi.

## Condecoraciones
A lo largo de su extensa carrera militar recibió las siguientes condecoraciones:
Unión Soviética
- Héroe de la Unión Soviética, dos veces (23 de febrero de 1945 y 18 de agosto de 1945)
- Piloto Militar Honorífico de la URSS (17 de agosto de 1971)
- Orden de Lenin (23 de febrero de 1945)
- Orden de la Revolución de Octubre (8 de enero de 1980)
- Orden de la Bandera Roja, cinco veces (30 de julio de 1943, 25 de enero de 1944, 30 de diciembre de 1944, 31 de enero de 1945 y 20 de febrero de 1968)
- Orden de la Estrella Roja (30 de diciembre de 1956)
- Orden de Alejandro Nevski (17 de diciembre de 1944)
- Orden de la Guerra Patria de 1.er grado
- Orden del Servicio a la Patria en las Fuerzas Armadas de la URSS de 2.do y 3.er grado  (29 de abril de 1944 y 11 de marzo de 1985)
- Medalla por el Servicio de Combate
- Medalla Conmemorativa por el Centenario del Natalicio de Lenin
- Medalla por la Defensa del Cáucaso
- Medalla por la Conquista de Budapest
- Medalla por la Conquista de Viena
- Medalla por la Liberación de Belgrado
- Medalla por la Victoria sobre Alemania en la Gran Guerra Patria 1941-1945
- Medalla Conmemorativa del 20.º Aniversario de la Victoria en la Gran Guerra Patria de 1941-1945
- Medalla Conmemorativa del 30.º Aniversario de la Victoria en la Gran Guerra Patria de 1941-1945
- Medalla Conmemorativa del 40.º Aniversario de la Victoria en la Gran Guerra Patria de 1941-1945
- Medalla Conmemorativa del 50.º Aniversario de la Victoria en la Gran Guerra Patria de 1941-1945
- Medalla Conmemorativa del 60.º Aniversario de la Victoria en la Gran Guerra Patria de 1941-1945
- Medalla de Veterano de las Fuerzas Armadas de la URSS
- Medalla por el Fortalecimiento de la Cooperación Militar
- Medalla del 30.º Aniversario de las Fuerzas Armadas de la URSS (1948)
- Medalla del 40.º Aniversario de las Fuerzas Armadas de la URSS (1957)
- Medalla del 50.º Aniversario de las Fuerzas Armadas de la URSS (1968)
- Medalla del 60.º Aniversario de las Fuerzas Armadas de la URSS (1978)
- Medalla del 70.º Aniversario de las Fuerzas Armadas de la URSS (1988)
- Medalla por Servicio Impecable
- Piloto Militar Honorífico de la URSS

Otros países
- Orden de la Estrella Partisana (Yugoslavia; 30 de abril de 1945)
- Orden de la Bandera Roja (Hungría; 4 de abril de 1955)